# Нікольська сільська рада (Червоногвардійський район)
Нікольська сільська рада (рос. Никольский сельский совет) — сільське поселення у складі Червоногвардійського району Оренбурзької області Росії.
Адміністративний центр — село Нікольське.

## Населення
Населення — 265 осіб (2019; 373 в 2010, 490 у 2002).

## Склад
До складу сільської ради входять:
| Населений пункт      | Населення, осіб (2002) | Населення, осіб (2010) |
| -------------------- | ---------------------- | ---------------------- |
| Нікольське, село     | 360                    | 281                    |
| Фрунзенський, селище | 130                    | 92                     |